# Pogrom di Šowši

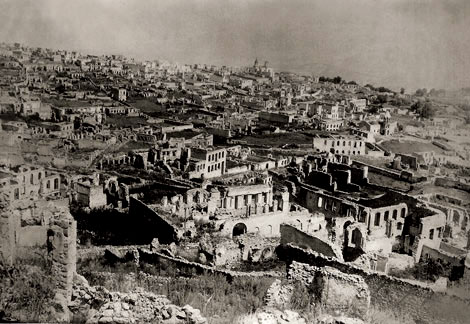
Rovine del quartiere armeno dopo il pogrom

Il Pogrom di Šowši (o Massacro di Šowši, traslitterato Shushi) ebbe luogo nel 1920 contro gli armeni della città di Šowši, nel Nagorno Karabakh, e determinò la completa distruzione del quartiere armeno della città e la fuga della popolazione armena sopravvissuta al massacro. Il numero finale delle vittime è incerto ed oscilla tra le cinquecento e le trentamila.

## Antefatto
All'origine del pogrom sta il contenzioso tra gli azeri e gli armeni per il controllo della regione ed in particolare della città, l'unica nella quale vi era una cospicua presenza azera anche in considerazione del ruolo di capoluogo distrettuale che essa ebbe, sotto diverse amministrazioni, per buona parte del XIX secolo.
Nel 1916 Šowši aveva 43 869 abitanti dei quali il 53% armeni e il 44% tatari (azeri). La città risultava divisa, sin dalla terza decade dell'Ottocento in due quartieri ben distinti: la parte orientale bassa era abitata dai musulmani di lingua turca, mentre il quartiere occidentale alto era popolato dai cristiani armeni. Questa separazione accentuò le differenze tra le due comunità. Già nell'agosto del 1905 si erano avuti violenti scontri, sulla scia di quelli occorsi a Baku, che avevano provocato centinaia di morti e la distruzione di numerose abitazioni da una parte e dall'altra.
Dopo la fine della prima guerra mondiale e il conseguente collasso dell'Impero russo, la regione del Nagorno Karabakh venne reclamata dalla Repubblica Democratica di Azerbaigian nonostante ripetuti pronunciamenti dei Congressi del popolo che chiedevano viceversa l'annessione alla Prima Repubblica di Armenia. Il governo azero dichiarò l'annessione del Karabakh e il 15 gennaio 1919 nominò Governatore Khosrov bek Sultanov, ardente panturchista; i britannici diedero il loro benestare alla nomina ma insistettero perché una decisione riguardo all'annessione del Karabakh venisse affidata a una futura conferenza di pace.
Il 19 febbraio il Consiglio del Karabakh rigettò qualsiasi pretesa azera di annessione richiamandosi ai precedenti Congressi del popolo karabakho che si erano pronunciati a favore dell'Armenia. Una nuova riunione del Consiglio del Karabakh ad aprile ribadì il diritto all'autodeterminazione; a seguito di tale decisione le forze azere circondarono il quartiere armeno intimando ai delegati del Consiglio di arrendersi. Tra il 4 ed il 5 giugno si verificarono scontri tra le opposte fazioni e Sultanov decise il blocco del quartiere armeno: secondo quanto riportato da alcune infermiere americane che lavoravano a Shushi per conto della fondazione umanitaria "Near East Relief" vi furono settecento vittime tra gli armeni.
Un cessate il fuoco venne istituito dopo un accordo degli armeni con Sultanov che si impegnava a lasciar uscire dalla città i delegati del Consiglio del Karabakh; tuttavia una nuova ondata di violenze condotte da circa duemila “irregolari” azeri si abbatté sui villaggi armeni del distretto intorno a Šowši. Il villaggio di Khaibalikend fu dato alle fiamme e si contarono seicento vittime. In ragione di tale ondata di violenza il settimo Congresso del popolo 13 agosto 1919 decise di giungere ad un accordo con Sultanov riconoscendo provvisoriamente la sua autorità fin tanto che la Conferenza di pace di Parigi (1919) o successivi trattati non avessero deciso in merito (Accordo del 22 agosto).
Ma il 19 febbraio 1920 Sultanov si rivolse al Consiglio del Karabakh affinché "urgentemente risolvesse la questione dell'incorporazione definitiva dello stesso nell'Azerbaigian". A questo punto l'ottavo Congresso del Consiglio (23 febbraio-4 marzo) rispose a Sultanov che la sua richiesta violava i termini del precedente accordo di agosto, avvisandolo altresì che "il ripetersi degli eventi costringerà gli armeni del Nagorno Karabakh ad adottare appropriati mezzi di difesa". Gli armeni della regione si preparavano dunque ad una rivolta contro il potere di Sultanov.

## La rivolta
Il 23 marzo 1920 gli armeni attaccarono alcune guarnigioni azere a Šowši, Khankendi, Askeran e Terter durante la festa del Novruz. A Šowši gli armeni riuscirono a disarmare la guarnigione locale ma poi si scontrarono con la milizia azera che da Varanda era giunta in città per i festeggiamenti. I combattimenti che si acceserono nel quartiere armeno costrinsero molti abitanti a fuggire nella campagna circostante.

## Il pogrom

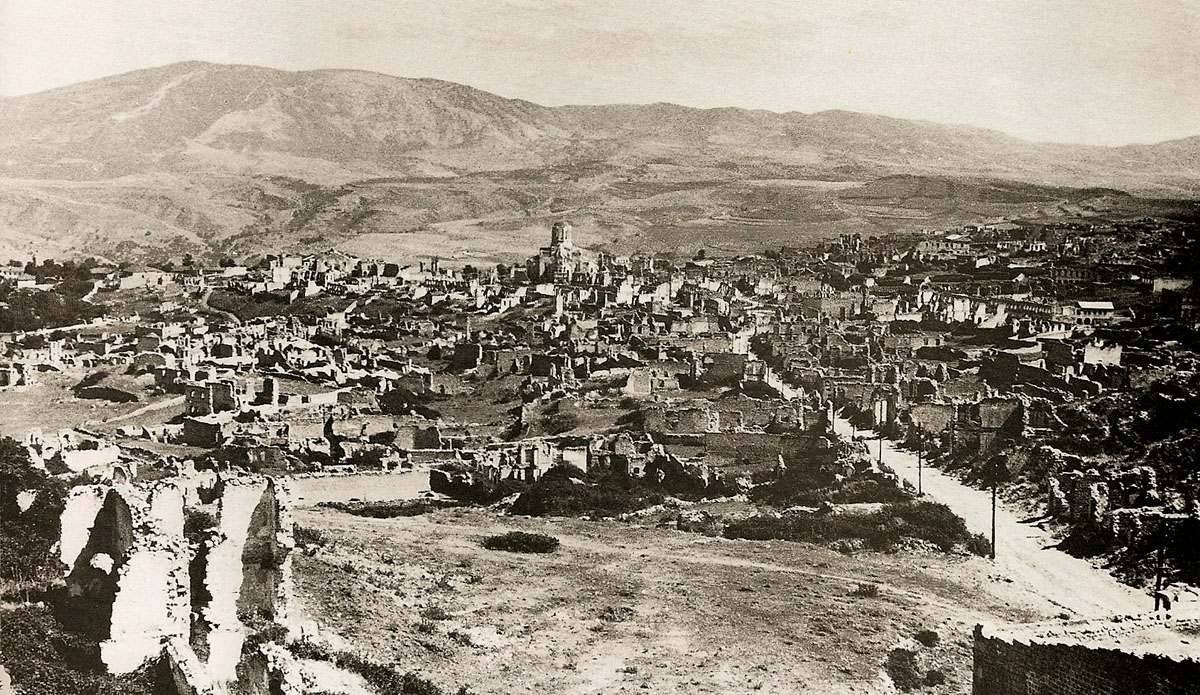
Rovine del quartiere armeno dopo il pogrom del marzo 1920. Al centro si intravede la Cattedrale di Ghazanchetsots.

Dal 23 al 26 marzo si scatenò il pogrom contro gli armeni di Šowši. Truppe azere, unite agli abitanti azeri della città, diedero alle fiamme circa duemila edifici, privati e pubblici (scuole, chiese, biblioteche). La violenza si abbatté anche sulla popolazione determinando migliaia di vittime, ferimenti e stupri. Il quartiere armeno della città venne praticamente raso al suolo e solo poche costruzioni si salvarono. Gli armeni che scamparono al massacro abbandonarono quasi tutti la città e solo poche famiglie rimasero a Šowši.

## Conseguenze
Oltre alla rovina fisica del quartiere, il pogrom del marzo 1920 determinò un sensibile decremento della popolazione e l'impoverimento dell'economia cittadina dal momento che gli armeni gestivano la maggior parte dei commerci e rappresentavano generalmente la componente più benestante ed istruita della città.
Come si evince dai dati di andamento demografico, gli abitanti di Šowši passarono dai quasi 44 000 del 1916 a poco più di 9 000 del 1921: non solo oltre la metà della popolazione (quella armena) era stata uccisa o era fuggita dalla città, ma anche una parte della componente azera aveva preferitio abbandonarla vuoi per timore di nuove violenze, vuoi per le difficoltà economiche insorte proprio con l'allontanamento della componente armena.
Così, nel 1926 la popolazione di Šowši scende a 5 100 abitanti di cui solo 93 armeni. Solo alla fine degli anni settanta la città riesce ad avere più di diecimila abitanti, mentre nel decennio successivo immigrazioni forzate dall'Azerbaigian fanno salire il numero a poco più di quindicimila.
Durante la prima guerra del Nagorno Karabakh la città viene riconquistata dagli armeni (9 maggio 1992) e ripopolata; tuttavia tutta la parte superiore (corrispondente al vecchio quartiere armeno) non esiste più e vi svetta solo la bianca cattedrale di Ġazančec'oc', gravemente danneggiata nella battaglia di Shushi del novembre 2020.
La sottostante tabella riporta l'andamento demografico della città:
| ANNO | ARMENI | %    | AZERI  | %    | ALTRI | %   | TOTALE |
| ---- | ------ | ---- | ------ | ---- | ----- | --- | ------ |
| 1851 |        |      |        |      |       |     | 15.194 |
| 1886 | 15.188 | 56,7 | 11.595 | 43,3 | 23    | 0,1 | 26.806 |
| 1897 | 14.20  | 55,7 | 10.778 | 41,6 | 683   | 2,6 | 25.881 |
| 1904 |        | 56,5 |        | 43,2 |       |     | 25.656 |
| 1916 | 23.396 | 53,3 | 19.121 | 43,6 | 1.352 | 3,1 | 43.869 |
| 1921 | 289    | 3,1  | 8.894  | 96,4 | 40    | 0,4 | 9.223  |
| 1926 | 93     | 1,8  | 4.900  | 96,4 | 111   | 2,2 | 5.104  |
| 1939 | 1.476  | 27,2 | 3.701  | 68,2 | 247   | 4,5 | 5.424  |
| 1959 | 1.428  | 23,3 | 4.453  | 72,8 | 236   | 3,9 | 6.117  |
| 1970 | 1.540  | 17,7 | 6.974  | 80,2 | 179   | 2,1 | 8.693  |
| 1979 | 1.409  | 13,1 | 9.216  | 85,5 | 159   | 1,5 | 10.784 |
| 1989 |        |      |        | 98   |       |     | 15.039 |
| 2005 |        | 100  |        |      |       |     | 3.105  |
| 2009 |        | 100  |        |      |       |     | 3900   |